# Zbigniew Kosiński (poeta)

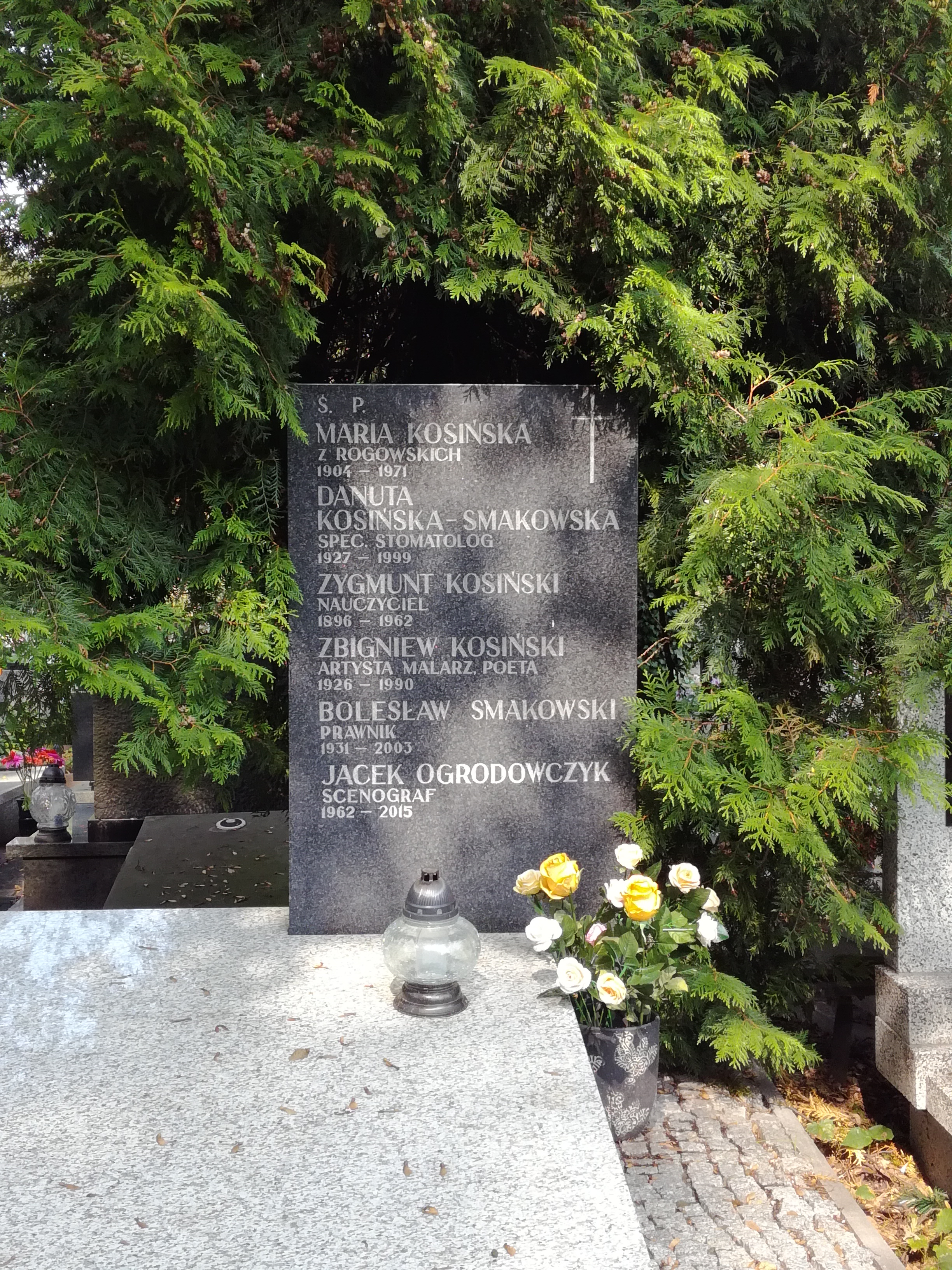
Grób Zbigniewa Kosińskiego na Starym Cmentarzu w Łodzi

Zbigniew Kosiński (ur. 13 kwietnia 1926 w Umieniu, zm. 23 listopada 1991 w Łodzi) – polski poeta.

## Życiorys
Ukończył Wyższą Szkołę Sztuk Plastycznych w Łodzi. W okresie okupacji służył w Armii Krajowej. Debiutował jako poeta w 1957 r. na łamach czasopisma "Po prostu".
Został pochowany na Starym Cmentarzu w Łodzi.

## Tomiki poezji
- Port egzotyczny
- Mój anioł lewy
- Starszy o głowę
- Wzroki
- Pleonazm